# Израел на Европском првенству у атлетици на отвореном 2018.
Израел је учествовао на 24. Европском првенству у атлетици на отвореном 2018. одржаном у Берлину, (Немачка), од 6. до 12. августа. Ово је девето европско првенство у атлетици на отвореном на које је Израел учествовао. Репрезентацију Израела представљало је 8 спортиста (4 мушкарца и 4 жене) који су се такмичили у 9 дисциплина (4 мушке и 5 женских).
На овом првенству представници Израела су освојили једну медаљу (златну). У укупном пласману Израел је заузео 18. место. У табели успешности према броју и пласману такмичара који су учествовали у финалним такмичењима (првих 8 такмичара) Израел је са 4 учесником у финалу заузео 20. место са 18 бодова.
| Пл. | Земља  | 1. место | 2. место | 3. место | 4. место | 5. место | 6. место | 7. место | 8. место | Бр. фин. | Бодови |
| --- | ------ | -------- | -------- | -------- | -------- | -------- | -------- | -------- | -------- | -------- | ------ |
| 20. | Израел | 1-8      | -        | -        | -        | 2-8      | -        | 1-2      | -        | 4        | 18     |

## Учесници
| Мушкарци: - Доналд Санфорд — 400 м - Гирмав Амаре — 10.000 м - Мари Тефери — Маратон - Дмитриј Кројтер — Скок увис | Жене: - Дијана Вајсман — 100 м - Лона Чемтаи Салпетер — 5.000 м, 10.000 м - Адва Коен — 3.000 м препреке - Хана Миненко — Троскок |  |

## Освајачи медаља

### Злато
- Лона Чемтаи Салпетер — 10.000 м

## Резултати

### Мушкарци
| Атлетичар       | Дисциплина | Лични рекорд | Квалификације  | Квалификације | Полуфинале | Полуфинале | Финале               | Финале       | Детаљи |
| Атлетичар       | Дисциплина | Лични рекорд | Резултат       | Место         | Резултат   | Место      | Резултат             | Место        | Детаљи |
| --------------- | ---------- | ------------ | -------------- | ------------- | ---------- | ---------- | -------------------- | ------------ | ------ |
| Доналд Санфорд  | 400 м      | 45,04 НР     | 46,00 КВ       | 2. у гр. 4    | 45,68      | 5. у гр. 3 | Није се квалификовао | 18 / 39      |        |
| Гирмав Амаре    | 10.000 м   | 28:10,32     |                |               |            |            | 30:11,91             | 25 / 27 (31) |        |
| Мари Тефери     | Маратон    | 2:17:55      | 2:13:00 НР, ЛР | 7 / 58 (72)   |            |            |                      |              |        |
| Дмитриј Кројтер | Скок увис  | 2,29         | 2,21           | 7. у гр. А    |            |            | Није се квалификовао | 16 / 27 (28) |        |

### Жене
| Атлетичарка          | Дисциплина       | Лични рекорд | Квалификације     | Квалификације | Полуфинале            | Полуфинале            | Финале                | Финале           | Детаљи |
| Атлетичарка          | Дисциплина       | Лични рекорд | Резултат          | Место         | Резултат              | Место                 | Резултат              | Место            | Детаљи |
| -------------------- | ---------------- | ------------ | ----------------- | ------------- | --------------------- | --------------------- | --------------------- | ---------------- | ------ |
| Дијана Вајсман       | 100 м            | 11,38        | 11,61(.606)       | 5. у гр. 3    | Није се квалификовала | Није се квалификовала | Није се квалификовала | 26 / 37 (38)     |        |
| Лона Чемтаи Салпетер | 5.00             | 15:17,81 НР  |                   |               |                       |                       | Дисквалификована      | Дисквалификована |        |
| Лона Чемтаи Салпетер | 10.00            | 31:33,03 НР  | 31:43,29          |               |                       |                       |                       |                  |        |
| Адва Коен            | 3.000 м препреке | 9:48,48 НР   | 9:36,13 кв НР, ЛР | 7. у гр. 2    |                       |                       | 9:29,74 НР, ЛР        | 5 / 33           |        |
| Хана Миненко         | Троскок          | 14,78 НР     | 14,41 КВ, ЛРС     | 2. у гр. А    | 14,37                 | 5 / 27 (29)           |                       |                  |        |